# Mistrzostwa Brazylii w Lekkoatletyce 2013
Mistrzostwa Brazylii w Lekkoatletyce 2013 – zawody lekkoatletyczne, które odbędą się między 6 a 9 czerwca w São Paulo.

## Rezultaty

### Mężczyźni
| Konkurencja:                               | Złoto                     | Wynik           | Srebro                  | Wynik     | Brąz                      | Wynik       |
| Bieg na 100 m                              | José Carlos Moreira       | 10,16           | Bruno de Barros         | 10,24     | Aldemir da Silva Junior   | 10,29       |
| Bieg na 200 m                              |                           |                 |                         |           |                           |             |
| Bieg na 400 m                              | Anderson Henriques        | 45,64           | Pedro Luis de Oliveira  | 45,69     | Wagner Francisco Cardoso  | 45,80 PB    |
| Bieg na 800 m                              | Diego Diniz Gomes         | 1:46,41         | Lutimar Paes            | 1:46,68   | Joseilton Cunha           | 1:47,42 PB  |
| Bieg na 1500 m                             | Iván López                | 3:44,87         | Lutimar Paes            | 3:45,51   | Adriano da Silva          | 3:46,10 PB  |
| Bieg na 5000 m                             | Éderson Pereira           | 13:54,16 PB     | Marílson dos Santos     | 13:55,88  | Carlos Antonio dos Santos | 13:57,48 PB |
| Bieg na 10 000 m                           | Marílson dos Santos       | 28:37,71        | Daniel da Silva         | 29:08,62  | Salonei da Silva          | 29:20,06    |
| Bieg na 110 m przez płotki Wiatr: 2,2 m/s. | Mateus Facho Inocêncio    | 13,43           | Jonathan Mendes         | 13,55     | Éder Antônio Souza        | 13,82       |
| Bieg na 400 m przez płotki                 | Mahau Suguimati           | 49,59           | Artur Langowski         | 49,77     | Hederson Estefani         | 50,31       |
| Bieg na 3000 m z przeszkodami              | Mauricio Valdivia         | 8:39,99 PB      | Gladson Barbosa         | 8:43,19   | Jean Carlos Machado       | 8:43,60 PB  |
| Chód na 20 km                              | Caio Bonfim               | 1:26:19         | Mário José dos Santos   | 1:27:57   | José Alessandro Bagio     | 1:29:20     |
| Skok wzwyż                                 | Guilherme Cobbo           | 2,22            | Talles Frederico Silva  | 2,20      | Josué da Costa            | 2,20        |
| Skok o tyczce                              | Augusto Dutra de Oliveira | 5,70            | Thiago da Silva         | 5,60 PB   | João Gabriel Sousa        | 5,40        |
| Skok w dal                                 | Mauro da Silva            | 8,31 PB         | Tiago da Silva          | 7,91 PB   | Paulo Sergio Oliveira     | 7,85 PB     |
| Trójskok                                   | Jefferson Sabino          | 16,94           | Jonathan Henrique Silva | 16,84     | Jean Rosa                 | 16,82       |
| Pchnięcie kulą                             | Darlan Romani             | 18,53           | Gustavo de Mendonça     | 18,52     | Ronald Julião             | 18,51       |
| Rzut dyskiem                               | Ronald Julião             | 61,62           | Felipe Lorenzon         | 55,19 PB  | Carlos Valle              | 55,14       |
| Rzut młotem                                | Wagner Domingos           | 69,17           | Allan Wolski            | 66,63     | Pedro da Costa            | 64,07       |
| Rzut oszczepem                             | Paulo da Silva            | 74,28 PB        | Júlio César de Oliveira | 72,80     | Jander Nunes              | 72,50       |
| Dziesięciobój                              | Carlos Eduardo Chinin     | 8393 pkt. AR PB | Luiz Alberto de Araújo  | 7958 pkt. | Renato da Cámara          | 7125 pkt.   |

### Kobiety
| Konkurencja:                  | Złoto                    | Wynik       | Srebro                      | Wynik      | Brąz                        | Wynik       |
| Bieg na 100 m                 | Ana Cláudia Silva        | 11,07       | Franciela Krasucki          | 11,15      | Rosângela Santos            | 11,39       |
| Bieg na 200 m                 | Franciela Krasucki       | 22,77 PB    | Ana Cláudia Silva           | 22,85      | Rosângela Santos            | 23,13       |
| Bieg na 400 m                 | Joelma Sousa             | 52,32       | Cristiane Silva             | 53,05 PB   | Jailma de Lima              | 53,15       |
| Bieg na 800 m                 | Flavia de Lima           | 2:03,31 PB  | Christiane dos Santos       | 2:04,07    | Suynayra Gomes              | 2:05,49 PB  |
| Bieg na 1500 m                | Flavia de Lima           | 4:21,82 PB  | Christiane dos Santos       | 4:23,30    | Tatiana Araújo              | 4:24,56 PB  |
| Bieg na 5000 m                | Adriana da Silva         | 16:12,88 PB | Tatiele Roberta de Carvalho | 16:16,15   | Valdilene Silva             | 16:21,80 PB |
| Bieg na 10 000 m              | Cruz Nonata da Silva     | 33:05,92    | Adriana da Silva            | 33:21,59   | Tatiele Roberta de Carvalho | 33:34,42    |
| Bieg na 100 m przez płotki    | Fabiana dos Santos       | 13,28       | Giselle de Albuquerque      | 13,39      | Maíla Paula Machado         | 13,81       |
| Bieg na 400 m przez płotki    | Liliane Cristina Barbosa | 58,09       | Fernanda Tavares            | 58,54      | Wanessa Zavolski            | 58,73       |
| Bieg na 3000 m z przeszkodami | Sabine Heitling          | 10:02,99    | Erika Lima                  | 10:08,09   | Valdilene Silva             | 10:17,25 PB |
| Chód na 20 km                 | Erica de Sena            | 1:33:37     | Elianay Pereira             | 1:40:31 PB | Cisiane Lopes               | 1:40:56     |
| Skok wzwyż                    | Aline Fernanda Santos    | 1,83        | Ana Paula de Oliveira       | 1,81 PB    | Mónica Freitas              | 1,81        |
| Skok o tyczce                 | Fabiana Murer            | 4,73        | Karla da Silva              | 4,23       | Joana Costa                 | 4,03        |
| Skok w dal                    | Keila Costa              | 6,51        | Jéssica Carolina dos Reis   | 6,34       | Vanessa Seles               | 6,29        |
| Trójskok                      | Keila Costa              | 14,58 NR PB | Gabriele dos Santos         | 13,47 PB   | Tamiris Cristina Rodrigues  | 13,20w      |
| Rzut dyskiem                  | Andressa de Morais       | 58,78       | Fernanda Raquel Borges      | 58,45      | Lidia Milena Cansian        | 52,81       |
| Rzut młotem                   | Carla Michel             | 58,42       | Anna Pereira                | 58,03      | Mveh Gracelle               | 57,36       |
| Rzut oszczepem                | Jucilene de Lima         | 61,98 NR PB | Laila e Silva               | 59,91      | Lilian Seibert              | 54,28       |
| Siedmiobój                    | Tamara de Souza          | 5814 pkt.   | Melry Neri Caldeira         | 5308 pkt.  | Giovana Cavaleti            | 5022 pkt.   |